# Heather Dawn
Heather Dawn Fishman ist eine US-amerikanische Yogalehrerin und ehemalige Schauspielerin.

## Leben
Dawn, die gebürtig aus New York City stammt, erhielt ihre Ausbildung in Gesundheits- und Wellness an der Ostküste der Vereinigten Staaten. Später machte sie an der Hofstra University ihren Bachelor in Psychologie und Theater. Sie ist zertifizierte Reiki-Meisterin mit Spezialisierung auf Kristalltherapie, zertifizierte Yogalehrerin nach Norm der E-RYT 200 und 500, Personal Transformation Coach sowie Intuitions- und Meditationslehrerin in Los Angeles.
Von 1998 bis 2007 war sie als Schauspielerin tätig. Sie debütierte 1998 in einer Episode der Fernsehserie In guten wie in schlechten Tagen. Im Folgejahr durfte sie in einer Episode der Fernsehserie Rache nach Plan mitwirken. 2000 übernahm sie außerdem eine Episodenrolle in der Fernsehserie The West Wing – Im Zentrum der Macht. Von 2000 bis 2001 war sie in elf Episoden der Fernsehserie Bull in der Rolle der Nora zu sehen. Episodenrollen übernahm sie außerdem 2001 in Charmed – Zauberhafte Hexen und 2003 in Birds of Prey. Ab 2005 mit Crash Landing lag ihr Fokus auf Besetzungen in Spielfilmen. Es folgten 2006 Nebenrollen in 16 Blocks, End Game, Lonely Hearts Killers und eine größere Fernsehfilmrolle als Sgt. Alicia Bennett in Black Hole – Das Monster aus dem schwarzen Loch. 2007 war sie in dem Spielfilm 88 Minuten letztmals als Schauspielerin zu sehen.

## Filmografie
- 1998: In guten wie in schlechten Tagen (To Have & to Hold) (Fernsehserie, Episode 1x11)
- 1999: Rache nach Plan (Vengeance Unlimited) (Fernsehserie, Episode 1x14)
- 2000: The West Wing – Im Zentrum der Macht (The West Wing) (Fernsehserie, Episode 1x18)
- 2000–2001: Bull (Fernsehserie, 11 Episoden)
- 2001: Charmed – Zauberhafte Hexen (Charmed) (Fernsehserie, Episode 1x11)
- 2003: Birds of Prey (Fernsehserie, Episode 1x10)
- 2005: Crash Landing
- 2006: 16 Blocks
- 2006: End Game
- 2006: Lonely Hearts Killers
- 2006: Black Hole – Das Monster aus dem schwarzen Loch (The Black Hole) (Fernsehfilm)
- 2007: 88 Minuten